# 潜江森林公园
30°22′22″N 112°54′39″E / 30.37289°N 112.91070°E
潜江森林公园，位于中华人民共和国湖北省潜江市南城区，是一个国家森林公园。

## 特点
森林公园位于江汉平原腹地，北侧有宜黄高速公路。总面积1平方公里，公园中有植物1500多种、珍稀物种275种，主要种植有水杉、池杉、意杉。公园内还有科研单位潜江市林业科学研究所。